# جایزه انجمن منتقدان فیلم لس‌آنجلس برای بهترین بازیگر نقش مکمل زن
جایزه انجمن منتقدان فیلم لس آنجلس برای بهترین بازیگر نقش مکمل زن هر ساله توسط انجمن منتقدان فیلم لس آنجلس به بازیگر زنی که عملکرد فوق‌العاده‌ای در نقش مکمل در فیلمی داشته‌است، اعطا می‌شد. در سال ۲۰۲۲ اعلام شد که چهار بخش بازیگری حذف می‌شوند و به دو بخش با جنسیت خنئی جایگزین می‌شوند. دو بخش نقش مکمل زن و مرد به جایزه انجمن منتقدان فیلم لس آنجلس برای بهترین اجرای مکمل تبدیل شدند.

## برندگان

### دهه ۱۹۷۰
- ۱۹۷۷ - ونسا ردگریو
- ۱۹۷۸ - مورین استیپلتون/مونا واشبورن
- ۱۹۷۹ - مریل استریپ

### دهه ۱۹۸۰
- ۱۹۸۰ - مری استینبورگن
- ۱۹۸۱ - مورین استیپلتون
- ۱۹۸۲ - گلن کلوز
- ۱۹۸۳ - لیندا هانت
- ۱۹۸۴ - پگی اشکرافت
- ۱۹۸۵ - کتی تایسن
- ۱۹۸۶ - دایان ویست
- ۱۹۸۷ - المپیا دوکاکیس
- ۱۹۸۸ - جنویو بوژو
- ۱۹۸۹ - برندا فریکر

### دهه ۱۹۹۰
- ۱۹۹۰ - لورین براکو
- ۱۹۹۱ - جین هرکس
- ۱۹۹۲ - جودی دیویس
- ۱۹۹۳ - آنا پاکوین/رزی پرز
- ۱۹۹۴ - دایان ویست
- ۱۹۹۵ - جوآن آلن
- ۱۹۹۶ - باربارا هرشی
- ۱۹۹۷ - جولیان مور
- ۱۹۹۸ - جوآن آلن
- ۱۹۹۹ - کلویی سونی

### دهه ۲۰۰۰
- ۲۰۰۰ - فرانسیس مک‌دورمند
- ۲۰۰۱ - کیت وینسلت
- ۲۰۰۲ - ادی فالکو
- ۲۰۰۳ - شهره آغداشلو
- ۲۰۰۴ - ویرجینیا مادسن
- ۲۰۰۵ - کاترین کینر
- ۲۰۰۶ - لومینیتا قئورگیو
- ۲۰۰۷ - ایمی رایان
- ۲۰۰۸ - پنه‌لوپه کروز
- ۲۰۰۹ - مونیک

### دهه ۲۰۱۰
| سال  | برنده          | فیلم                             |
| ---- | -------------- | -------------------------------- |
| ۲۰۱۰ | جکی ویور       | قلمرو حیوانات                    |
| ۲۰۱۱ | جسیکا چستین    | خدمتکاران                        |
| ۲۰۱۱ | جسیکا چستین    | پناه بگیر                        |
| ۲۰۱۱ | جسیکا چستین    | درخت زندگی                       |
| ۲۰۱۲ | ایمی آدامز     | استاد                            |
| ۲۰۱۳ | لوپیتا نیونگو  | ۱۲ سال بردگی                     |
| ۲۰۱۴ | آگاتا کولشا    | ایدا                             |
| ۲۰۱۵ | آلیسیا ویکاندر | اکس ماکینا                       |
| ۲۰۱۶ | لیلی گلداستون  | برخی زنان                        |
| ۲۰۱۷ | لاری میت کالف  | لیدی برد                         |
| ۲۰۱۸ | رجینا کینگ     | اگر خیابان بیل می‌توانست حرف بزند |
| ۲۰۱۹ | جنیفر لوپز     | شیادان                           |

### دهه ۲۰۲۰
| سال  | برنده       | فیلم            |
| ---- | ----------- | --------------- |
| ۲۰۲۰ | یون یو-جونگ | میناری          |
| ۲۰۲۱ | آریانا دبوز | داستان وست ساید |